# (4384) 1990 AA
(4384) 1990 AA là một tiểu hành tinh vành đai chính. Nó được phát hiện bởi Tsutomu Hioki và Shuji Hayakawa ở Okutama, Tokyo ngày 3 tháng 1 năm 1990.